# Даниэль, Йозеф
Йозеф Даниэль (чеш. Josef Daniel; 9 июня 1928, Сендражице, ныне в составе Колина — 18 июля 1986, Острава) — чешский дирижёр и валторнист.
С шестилетнего возраста учился играть на трубе, в 1942—1949 годах учился игре на валторне в Пражской консерватории у Эмануэля Кауцкого. С 1945 г. играл на валторне в различных пражских оркестрах, в том числе в 1948—1953 гг. в оркестре Национального театра. Одновременно в 1949—1953 гг. изучал дирижирование в Академии музыкальных искусств в Праге у Метода Долежила, Вацлава Сметачека, Алоиса Климы.
После получения дирижёрского диплома короткое время ассистент дирижёра в Карловарском симфоническом оркестре, затем в 1953—1957 гг. второй дирижёр Крушногорского филармонического оркестра в Теплице, в 1957—1958 гг. работал там же в городском театре. В 1959—1973 гг. дирижёр (в 1966—1968 гг. главный дирижёр) Остравского симфонического оркестра. Одновременно с 1961 г. преподавал в Остравской консерватории, среди его учеников Петр Альтрихтер, Станислав Мацура, Станислав Богуня. Затем в 1973—1975 гг. главный дирижёр Симфонического оркестра Хорватского радио и телевидения, записал c Вальтером Дешпалем виолончельные концерты Луиджи Боккерини и Роберта Шумана (1974).
В репертуаре Даниэля основное место занимала классическая и современная чешская музыка, а также симфонии Антона Брукнера, Густава Малера, Дмитрия Шостаковича.